# Hockeria amamioshimensis
Hockeria amamioshimensis är en stekelart som beskrevs av Akinobu Habu 1960. Hockeria amamioshimensis ingår i släktet Hockeria och familjen bredlårsteklar. Inga underarter finns listade i Catalogue of Life.